# Nick Gillingham
Nicholas ("Nick") Gillingham (Walsall, 22 januari 1967) is een Brits voormalig zwemmer, wiens specialiteit de schoolslag was.
Gillingham, in 1993 koninklijk onderscheiden en getraind door Tim Jones, nam deel aan drie Olympische Spelen. Bij zijn olympisch debuut, in 1988 in Seoel, won hij de zilveren medaille op de 200 school. Vier jaar later in Barcelona moest hij op diezelfde afstand genoegen nemen met de bronzen medaille.
Zijn erelijst vermeldt verder onder meer een wereldtitel, behaald bij de eerste WK kortebaan (25 meter) in 1993, en het wereldrecord langebaan (50 meter) op de 200 meter schoolslag. Gedurende zijn carrière vestigde hij in totaal drie wereld-, tien Europese, negen Gemenebest- en zeventien Britse records.